# Tsitsi Dangarembga
Tsitsi Dangarembga, née le 14 février 1959, est une écrivaine et cinéaste zimbabwéenne.

## Biographie

### Études
Tsitsi Dangarembga est née en Rhodésie du Sud, devenue le Zimbabwe, mais a vécu et étudié en Angleterre, à la suite de l'émigration de ses parents. Retournée dans son pays, elle y a poursuivi ses études supérieures, mais est repartie ensuite en Angleterre pour s'inscrire à la faculté de médecine de l'université de Cambridge.

### Retour au Zimbabwe et débuts littéraires
Repartie définitivement au Zimbabwe, Tsitsi Dangarembga obtient son diplôme à la faculté de psychologie de Harare, et commence à participer à l'activité d'une compagnie théâtrale universitaire. En 1983, elle dirige une comédie The Lost of the Soil, en devenant un des membres les plus actifs du groupe Zambuko, dirigé par Robert McLaren, et participe à la production de deux pièces, intitulées Katshaa! et Mavambo. Pendant cette période, elle commence également son activité d'écrivain, en publiant en Suède, en 1985, un recueil de récits, intitulé The Letter.
En 1987, elle débute avec une œuvre théâtrale, She no longer weeps, écrite dans sa langue maternelle, le shona. Cette pièce lui procure un grand succès et, quand elle publie en 1989 son premier roman, intitulé Nervous conditions (À fleur de peau, édition française parue aux Éditions Albin Michel en 1991), sa notoriété était déjà internationale. Avec ce roman elle gagne le Commonwealth Writers Prize, pour la catégorie « Afrique ».
En 2021, elle est sélectionnée pour le projet « Bibliothèque du futur ». Dans ce cadre, l'un de ses textes spécialement écrit pour le projet sera publié en 2114, demeurant inédit d'ici là. Elle devient la huitième autrice sélectionné pour ce projet et déclare à ce propos « l'œuvre exprime parfaitement mon aspiration à une culture humaine centrée sur la durabilité de la terre » et « Communiquer à travers le projet avec ceux qui seront présents dans 100 ans est passionnant et un privilège ».

### Activités télévisuelles et cinématographiques
Elle fréquente ensuite en Allemagne les cours de l'Académie allemande du film et de la télévision de Berlin et réalise de nombreux films et documentaires pour la télévision allemande. En 1996, elle réalise son premier long métrage, Everyone's Child, sélectionné par plusieurs festivals. En 2005, elle remporte le prix du meilleur court métrage au Festival du cinéma d'Afrique, d'Asie et d'Amérique latine de Milan pour Kare Kare Zvako, (« La fête des mères »), un drame musical inspiré par un récit populaire, dans lequel Tsitsi Dangarembga a réélaboré une histoire de la tradition orale shona. The Book of Not: A Sequel to Nervous Conditions est son deuxième roman, publié en 2006 en Angleterre.

### Activités politiques
En juillet 2022, Tsitsi Dangarembga est arrêtée au Zimbabwe avant une manifestation contre la corruption. Elle est libérée peu après,.
En juin 2022, elle est jugée au Zimbabwe pour incitation à la violence publique et violation des règles anti-Covid après une manifestation anti-gouvernement organisée fin juillet 2020. Le tribunal lance un mandat d'arrêt contre elle. En septembre 2022, Tsitsi Dangarembga a été condamnée à six mois de prison avec sursis, reconnue coupable d'avoir voulu « inciter à la violence » en manifestant silencieusement avec une pancarte dans les rues vides d'une banlieue d'Harare en 2020.

## Œuvres littéraires
- The Letter, 1985
- She No Longer Weeps, (théâtre), 1987
- Nervous Conditions, 1988- Traduit en français sous le titre À fleur de peau par Étienne Galle, Paris, Albin Michel, coll. « Les grandes traductions », 1991, 266 p.  (ISBN 2-226-05671-8)
- The Book of Not, 2006
- This Mournable Body, 2018- Traduit en français sous le titre Ce Corps à pleurer par Nathalie Carré, Montréal, Mémoire d'encrier, 2023, 455 p.  (ISBN 978-2897129323)

## Filmographie
- 1996 : Everyone's Child, long métrage
- 2004 : Kare Kare Zvako, court métrage